# Bacitracin
Bacitracín je polipeptidni antibiotik iz grampozitivnega sporogenega bacila, ki deluje proti mnogim grampozitivnim bakterijam in se uporablja predvsem lokalno. Je mešanica sorodnih cikličnih polipeptidov, ki jih proizvajajo bakterije Bacillus subtilis var Tracy (skupina licheniformis) in ki ovirajo sintezo peptidoglikanov in celične stene pri tako grampozitivnih in gramnegativnih bakterijah. O izolaciji snovi so prvič poročali leta 1945. 
Bacitracin se uporablja topično, saj je toksičen in se slabo absorbira skozi ustno sluznico. Neželeni učinki so redki in podobni drugim emolientom na osnovi mineralnih olj:  načeloma ne dopušča okužb in ne povzroča alergij.
Pogosta uporaba bacitracina, tudi pri manjših ranah, je prispevala k pojavu odpornosti proti antibiotikom. Pomemben je zlasti pojav odporne MRSA, še posebej zelo nevarnega seva ST8:USA300.

## Zgodovina
Ime kemikalije je izpeljano iz ženskega imena Tracy, saj jo je John T. Goorley izoliral iz telesa deklice po imenu Tracy:
Sev, izoliran iz tkiva, izrezanega ob kompliciranem zlomu golenice, je bil še posebej aktiven. Ta rast zavirajoči sev smo poimenovali  "Tracy I.", po bolnici. Ko se se brezcelični fitrati brozge s kulturo omenjenega bacila izkazali za netoksične in močno učinkovite antibiotike, so se zdele nadaljnje raziskave upravičene.  Učinkovino smo poimenovali "bacitracin".
Bacitracin je leta 1949 odobrila FDA.

## Sinteza
Bacitracin se ne sintetizira na ribosomih, ampak se sintetizira s pomočjo neribosomske peptidne sintaze (NRPS); v sintezo je vključen  bacABC.
Bacitracin se industrijsko proizvaja z namnoževanjem bakterij Bacillus subtilis' Tracy I v tekočem gojišču. Sčasoma bakterije sintetizirajo in izločijo antibiotik v okolico, iz katere ga pridobijo z različnimi zaporednimi kemijskimi postopki.

## Bakterijska odpornost
Danes so že mnoge bakterije odporne proti bacitracinu, zlasti bakterije iz rodu Salmonella in nekateri stafilokoki. Za več podatkov o minimalni inhibitorni koncentraciji (MIC) glej dokument Bacitracin Susceptibility and Resistance data sheet.

## Način delovanja
Bacitracin zavira defosforilacijo C55-izoprenil pirofosfata, ki prenaša gradnike peptidoglikanov bakterijske celične stene na zunanjo plast notranje membrane.
Bacitracin velja za znotrajceličnega zaviralca proteinske disulfid-izomeraze, vendar študije in vitro tega ne potrjujejo popolnoma.

## Uporaba v zdravstvu
Bacitracin se  kot polipeptidni antibiotik uporablja v medicini in kljub nevarnosti razvoja odpornosti proti antibiotikom z odobritvijo Food and Drug Administration (FDA) v ZDA tudi pri zdravljenju piščancev in puranov. V Sloveniji so na tržišču antibiotični pripravki na zdravniški recept (mazilo, mazilo za oko in prašek za pripravo kapljic za oči in uho) v kombinaciji z neomicinom.
Bacitracinove cinkove soli se skupaj z drugimi topičnimi antibiotiki (navadno polimiksin B in neomicin) rabijo kot mazilo (»trojno antibiotično mazilo« s splošnim tržnim imenom Neosporin – v Sloveniji ga ni na tržišču) za zunanjo uporabo za najrazličnejše lokalne okužbe kože in oči, pa tudi za preprečitev okužb pri ranah. Obstaja tudi raztopina za zdravljenje očesnih vnetij. Kljub občasnim poročilom o mogoči navzkrižni alergični reakciji z učinkovinami, ki vsebujejo žveplo, bacitracin vsebujoči topični pripravki še danes veljajo za nadomestilo srebrovemu sulfadiazinu (Silvadene) za bolnike z opeklinami in alergijo na žveplove učinkovine. 
Na tržišču je tudi čisti bacitracin; namenjen je ljudem, ki jim je zaradi alergije na polimiksin B in neomicin onemogočena uporaba pripravkov z omenjenima učinkovinama.
Bacitracin se pogosto uporablja za zaščito kože po tetoviranju ali obrezovanju. V primerjavi s kombiniranimi pripravki, kot je Neosporin, zaradi manj sestavin namreč redkeje sproži alergične reakcije.
Pri dojenčkih se bacitracin redko uporablja intramuskularno za zdravljenje stafilokokne pljučnice in empiema, tudi če gre za okužbo z na bacitracin občutljivimi bakterijami. Vzrok je nefrotoksičnost bacitracina, zato mora biti koncentracija bacitracina v krvi strogo določena in pod nadzorom.
Bacitracin se uporablja tudi za razločevanje Streptococcus pyogenes od drugih bakterij. S. pyogenes so občutljive na bacitracin, druge  (β-hemolitični streptokoki) pa so proti njemu odporne.